# Dunajec

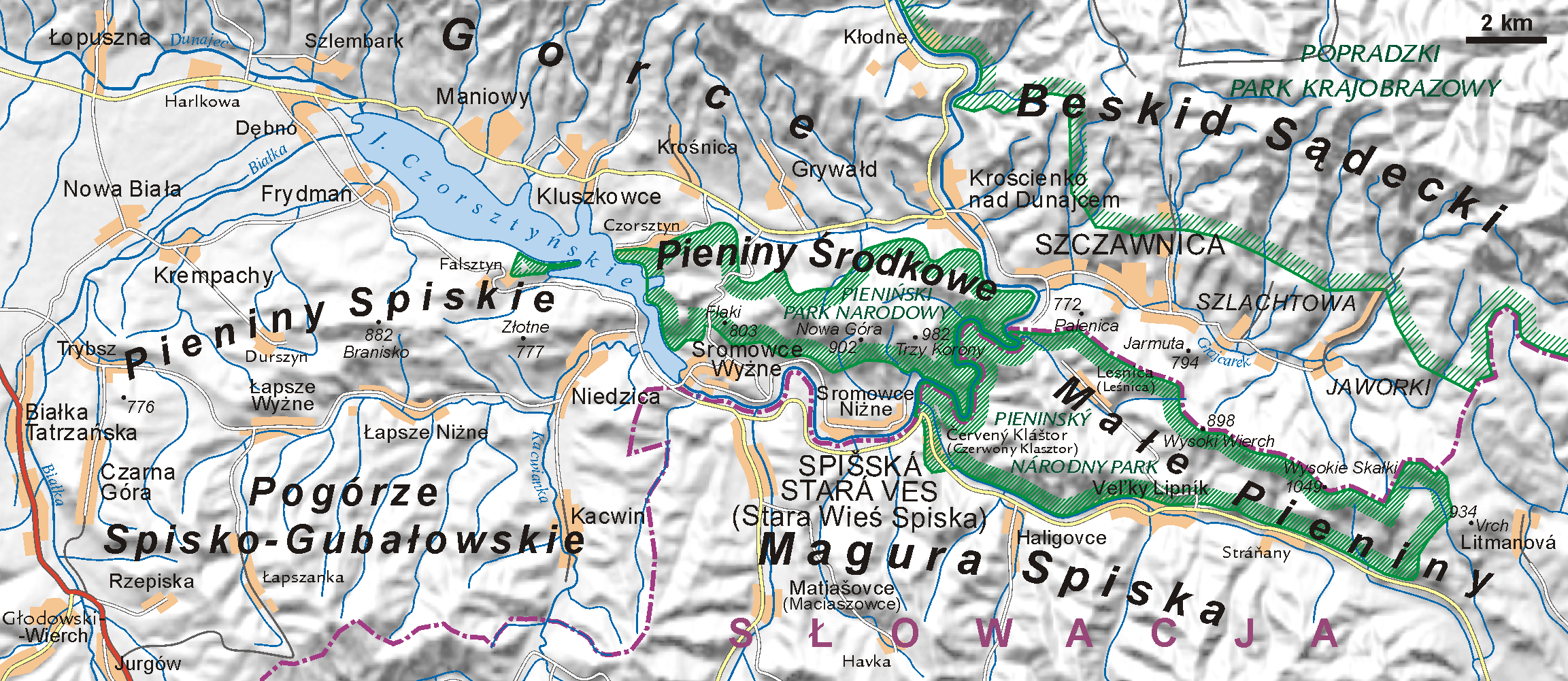
Mappa del Dunajec

Il Dunajec è un fiume lungo 274 km che attraversa (per 247 km) la parte meridionale della Polonia e che per 27 km forma il confine tra quest'ultima e la Slovacchia.
Avente un bacino di 6804 km² (4852 in Polonia e 1952 in Slovacchia), è il quattordicesimo fiume più lungo della Polonia.